# Glande métapleurale

Schéma anatomique d'une fourmi ouvrière (Pachycondyla verenae). La glande métapleurale se trouve dans la portion postérieure du thorax.

La glande métapleurale, aussi appelée glande métasternale ou glande métathoracique, est une glande exocrine unique aux fourmis. Elle est considérée comme une synapomorphie de cette famille, bien qu'elle soit disparue indépendamment au sein de certaines lignées. Sa principale fonction serait, la sécrétion lors des séances d'auto-toilettage de composés aux activités antimicrobiennes et antifongiques (acide phénylacétique, myrmicine) servant de défenses chimiques contre les pathogènes, mais d'autres fonctions ont été documentées chez certaines espèces. Sa taille varie entre les espèces et entre les castes.

## Fonctions
Chez plusieurs espèces de fourmis, la glande métapleurale pourrait remplir plus d'une fonction. La principale fonction, qui serait partagée par la plupart des espèces qui possèdent cette glande, serait une fonction antiseptique. Les propriétés antiseptiques des sécrétions de cette glande seraient surtout dues aux acides carboxyliques qu'elles contiennent et qui leur procurent un pH aussi acide que 2,5. Cette acidité permettrait d'entretenir chez les fourmis champignonnistes les élevages de champignons en inhibant la croissance de champignons parasites,.
La glande métapleurale serait aussi impliquée dans la défense, du moins chez certaines espèces du genre Crematogaster. Ces fourmis disposent d'une glande hypertrophiée qui, en présence d'une menace, sécrète un liquide collant contenant une diversité de composés phénoliques toxiques,.
Certains chercheurs ont proposé que les sécrétions de la glande métapleurale contiennent aussi des phéromones impliquées dans la reconnaissance entre fourmis et le marquage du territoire.

## Morphologie
La glande métapleurale est composée de trois ou quatre parties, selon les espèces: un amas de cellules glandulaires, un sac collecteur qui reçoit les sécrétions des cellules sécrétrices (absent chez certaines espèces), un atrium sclérotisé et un orifice externe.

## Évolution

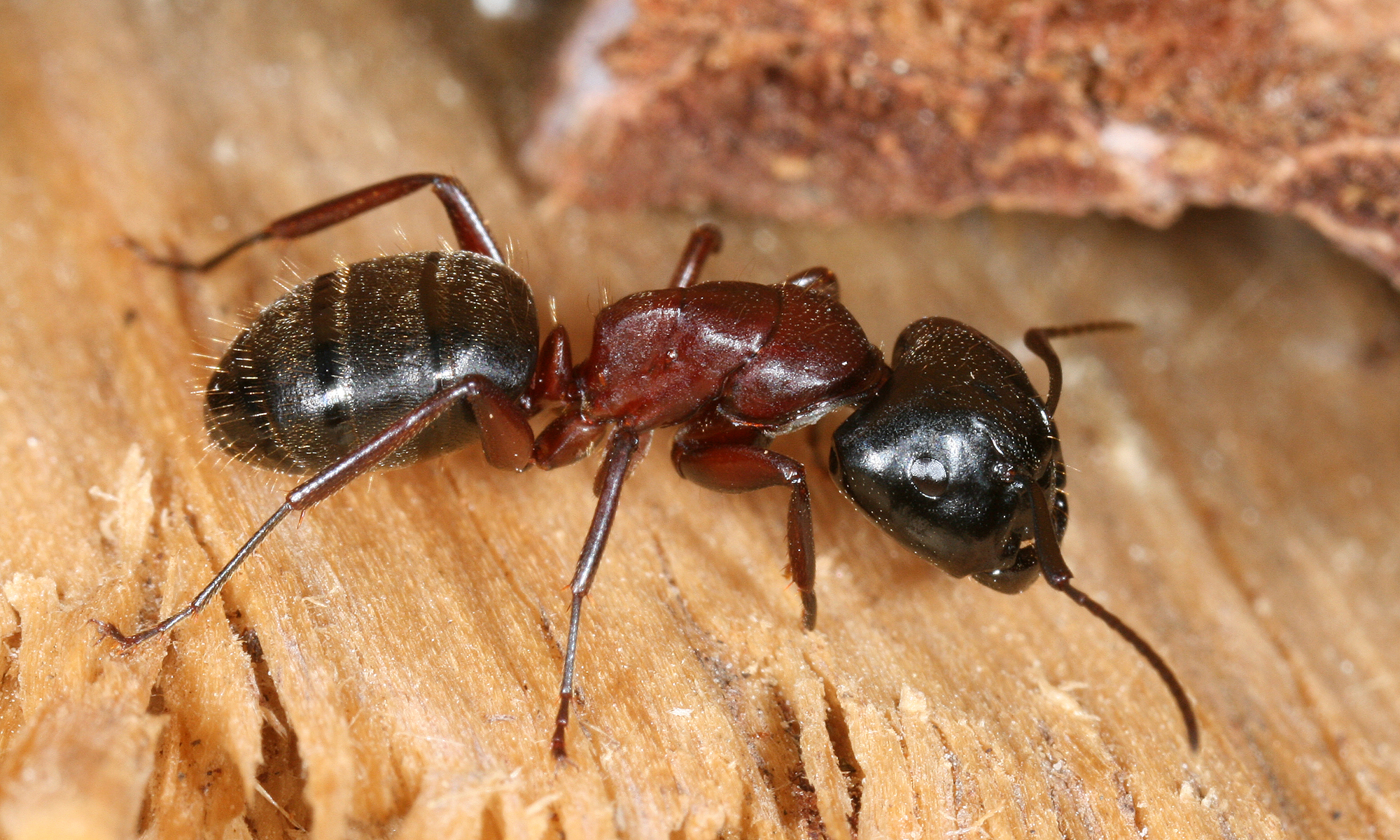
Une fourmi charpentière ouvrière (Camponotus ligniperdus). La plupart des espèces du genre Camponotus sont dépourvues de glande métapleurale.

La glande métapleurale est considérée comme une synapomorphie de la famille des fourmis; les femelles, et possiblement les mâles, des lignées ancestrales en possédait une. Toutefois, plusieurs espèces ont une glande atrophiée ou carrément absente. Environ 20 % des espèces de fourmis l'ont perdue au cours de l'évolution, et la plupart d'entre elles sont parasites ou tisserandes (genres Oecophylla, Polyrhachis et Camponotus).